# 三聚硫氰酸
三聚硫氰酸是一种有机硫化合物，化学式为(HNC=S)
3，它是三聚氰酸的类似物，也可以被视作三聚的硫代酰胺。单晶X射线衍射表明，它是三斜晶系的平面分子，最小不对称单元中只有一个三聚硫氰酸分子。
它具有弱酸性，pKa分别为5.7、8.4和11.4， (HNC=S)−
3的盐类是已知的。